# 香港晨報 (鳳凰衛視香港台節目)
《香港晨報》（英語：Breakfast with Phoenix），前身為《鳳凰晨早新聞》（英語：Phoenix Morning News，站於主直播室），曾於2011年3月29日至2015年10月11日播出，於2015年10月12日至2021年12月31日停播，於2022年1月1日公曆新年香港时间上午7時復播以及改名為《香港晨報》，是鳳凰衞視香港台的早間新聞節目，直至2024年4月15日再次停播。
香港其他電視台同類節目有無綫電視翡翠台和無綫新聞台的《香港早晨》、香港有線電視及香港開電視的《Cable早晨》、now寬頻電視及ViuTV的《now早晨》（ViuTV稱為《早晨新聞》）。

## 《鳳凰晨早新聞》節目時期

《鳳凰晨早新聞》的片頭（4:3）

### 《鳳凰晨早新聞》播出时间
鳳凰衛視香港台：香港時間每日早晨07:00-07:30，亦會在早晨07:30-08:00重播。播出時長為30分鐘（含廣告）。
節目完結時會打出「主編」及「導播」。
每节《鳳凰晨早新聞》之后会播出《凤凰气象站》。

### 《鳳凰晨早新聞》停播前主播
所有當日晨早新聞主播均兼任外電記者，為部分資訊台國語報導更換為粵語於香港台新聞播放。在每節
現任主播
- 蕭莉（開台初期曾長擔任）

前任主播
- 黃凱琳
- 曾詠珊
- 黃德藍
- 朱家怡
- 何靜雯
- 卓麗雯
- 廖靖雯
- 趙嘉韻
- 黃珊
- 金盈
- 黃合秀

## 《香港晨報》節目時期

### 《香港晨報》播出时间
鳳凰衛視香港台：香港時間每日早晨07:00-07:25，亦會在早晨07:30-07:55重播。播出時長約25分鐘（含廣告）。
2024年4月15日，因應鳳凰衛視香港台由同年4月22日起在TVB免費電視85頻道開播並進行改版，《香港晨報》停播，並由普通話廣播的《鳳凰早班車》節目取代。

### 《香港晨報》主播
所有當日晨早新聞主播均兼任外電記者，為部分資訊台國語報導更換為粵語於香港台新聞播放。
停播前任主播
- 劉紫鳳
- 盧卓瑤
- 黃迪瑋
- 伍慕蓮
- 李匡民
- 林燕玲

前任主播
- 蕭莉
- 葉芷樺（已轉職至無綫新聞）
- 馬琛沂
- 舒振輝

### 環節
- 於節目結束前約07:25-07:30、07:55-08:00播出由香港天文台製作的《天氣報告》